# コロナド国有記念物
コロナド国有記念物（コロナドこくゆうきねんぶつ、Coronado National Memorial）は、アリゾナ州コチセ郡シエラビスタ近くにあり、コンキスタドールのフランシスコ・バスケス・デ・コロナドによるアメリカ南西部で最初の組織化された遠征隊を記念している。国際自然保護連合のカテゴリーV(景観保護地域)に指定されており、北緯31度20分54秒 西経110度16分18秒 / 北緯31.34833度 西経110.27167度に位置する。面積は4,750.22 エーカー(19.22 km²) で、1952年11月5日に開設された。年間の訪問者数は2005年で86,618名。国立公園局の管轄。アメリカ合衆国とメキシコの国境上に位置しており、両国のつながりを裏付けている。
公式な見解によると、当初は、同エリアでのコロナドの1540年の遠征を価値のあるものとして見ることで、合衆国とメキシコの間の親善と連携のしるしとして意図された。1941年8月18日、同エリアにメキシコにも同程度の隣接したエリアが創設されることを希望しつつ、当地は最初に「コロナド国際記念物」として設計された。この処置は、合衆国とカナダの間にあるウォータートン・グレイシャー国際平和自然公園と類似しているだろう。しかし、メキシコ政府の興味にもかかわらず、メキシコのエリアの記念物は創設されることはなかったので、議会は公認の指定を1952年7月9日に国定記念建造物に変更した。記念物は、同年の11月5日、ハリー・S・トルーマン大統領によって創立された。すべての歴史的なエリアが国立公園局によって管理され、この国有記念物は1966年10月15日、国家歴史登録財に名を連ねた。